# 府本村
府本村（ふもとむら）は、熊本県の北部、玉名郡にかつてあった村である。

## 歴史
- 1889年4月1日 - 玉名郡府本村、樺村、金山村が合併し府本村が成立。
- 1942年4月1日 - 玉名郡荒尾町、平井村、有明村、八幡村と合併し、荒尾市となる。

## 学校
- 府本国民学校

## 出身・ゆかりのある人物
- 坂村真民 - 詩人